# John A. J. Creswell
John A. J. Creswell (Port Deposit, 1828. november 18. – Elkton, 1891. december 23.) az Amerikai Egyesült Államok szenátora (Maryland, 1865–1867).